# Sant Martí de la Guingueta
Sant Martí de la Guingueta ´és l'actual església parroquial del poble i terme de la Guingueta d'Ix), a l'Alta Cerdanya, de la Catalunya del Nord.
Està situada a la zona nord del poble de la Guingueta d'Ix, però molt a prop de la carretera on s'originà el poble i a ponent de la plaça on hi ha la Casa del Comú. És al carrer de l'Església, entre aquest carrer i el de la Cerdanya.
És un edifici d'una sola nau, orientat de nord a sud, amb campanar d'espadanya damunt de porta, a la façana meridional, que s'obre al carrer de l'Església. Fou construït en estil neoromànic a darreries del segle xix.